# 1999 OJ4
1999 OJ4, também escrito como 1999 OJ4, é um objeto transnetuniano (TNO) que está localizado no cinturão de Kuiper, uma região do Sistema Solar. Ele é classificado como um cubewano. O mesmo possui uma magnitude absoluta (H) de 7,1 e, tem um diâmetro com cerca de 75 km, por isso ele não tem nenhuma chance de ser classificado como um planeta anão, devido ao seu tamanho relativamente muito pequeno. Este corpo celeste é um sistema binário, o outro componente, o S/2005 (1999 OJ4) 1, possui um diâmetro estimado em cerca de 72 km.

## Descoberta
1999 OJ4 foi descoberto no dia 18 de julho de 1999 através do Observatório de Mauna Kea.

## Órbita e Relacionamento com o Cinturão de Kuiper
1999 OJ4 possui uma órbita característica como de um objeto clássico do Cinturão de Kuiper, ou cubewano. Devido à sua órbita ser quase circular e de baixa inclinação, também faz parte da população "fria" de cubewanos. Como resultado, é provável que o mesmo tenha uma cor avermelhada.
A órbita de 1999 OJ4 tem uma excentricidade de 0.027, possui um semieixo maior de 37.960 UA. O seu periélio leva o mesmo a uma distância de 36.933 UA em relação ao Sol e seu afélio a 38.986.

## Satélite
1999 OJ4 tem um satélite, S/2005 (1999 OJ4) 1. Esta lua foi descoberta pelo Telescópio Espacial Hubble no dia 5 de outubro de 2013. Ele orbita a 3.267 km de distância de 1999 OJ4, completando um órbita a cada 84,115 dias. Possuindo um diâmetro com 72 km, o mesmo é quase do mesmo tamanho que 1999 OJ4. A partir da superfície de 1999 OJ4, S/2005 (1999 OJ4) 1 teria um diâmetro aparente de cerca de 8,11°, mais de catorze vezes o tamanho aparente do Sol a partir da Terra.